# Perovskit (cấu trúc)

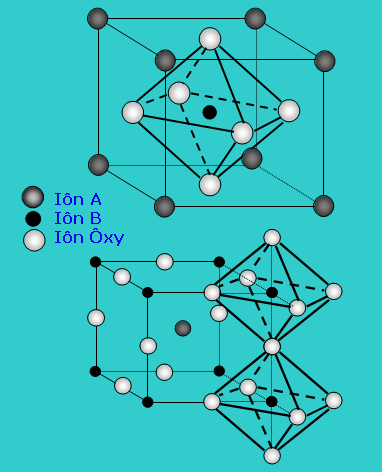
Cấu trúc tinh thể của họ perovskite ABO_{3}.

Perovskite là tên gọi chung của các vật liệu gốm có cấu trúc tinh thể giống với cấu trúc của vật liệu gốm calci titanat (CaTiO3). Tên gọi của perovskite được đặt theo tên của nhà khoáng vật học người Nga L. A. Perovski (1792-1856), người có công nghiên cứu và phát hiện ra vật liệu này ở vùng núi Uran của Nga vào năm 1839.

## Cấu trúc và chế tạo perovskite

### Cấu trúc perovskit
Công thức phân tử chung của các hợp chất perovskite là ABO3 với A và B là các iôn (cation) có bán kính khác nhau. Ở vị trí của iôn Oxy, có thể là một số nguyên tố khác, nhưng phổ biến nhất vẫn là oxy. Tùy theo nguyên tố ở vị trí B mà có thể phân thành nhiều họ khác nhau, ví dụ như họ manganite khi B = Mn, họ titanat khi B = Ti hay họ cobaltit khi B = Co...
Thông thường, bán kính iôn A lớn hơn so với B. Cấu trúc của perovskite thường là biến thể từ cấu trúc lập phương với các cation A nằm ở đỉnh của hình lập phương, có tâm là cation B. Cation này cũng là tâm của một bát diện tạo ra bởi các anion O. Cấu trúc tinh thể có thể thay đổi từ lập phương sang các dạng khác như trực giao hay trực thoi khi các iôn A hay B bị thay thế bởi các nguyên tố khác mà hình thức giống như việc mạng tinh thể bị bóp méo đi, gọi là méo mạng Jahn-Teller.

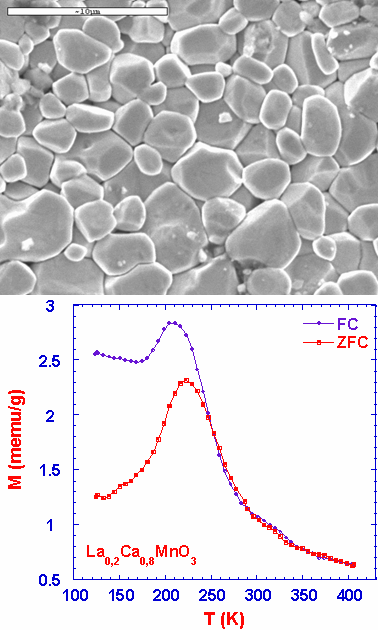
Ảnh SEM của mẫu gốm perovskite La0,2Ca0,8MnO3 (chế tạo tại Trường Đại học Khoa học Tự nhiên, Đại học Quốc gia Hà Nội) và các đường cong từ nhiệt thể hiện các vùng tính chất khác nhau của vật liệu: sắt từ trong dải nhiệt độ từ 200 K đến 300 K, phản sắt từ ở dưới 200 K.

### Kỹ thuật chế tạo
Do perovskite là một vật liệu gốm nên các chế tạo perovskite phổ biến nhất là kỹ thuật gốm, hay còn gọi là kỹ thuật phản ứng pha rắn. Các nguyên liệu ban đầu là các oxide của các kim loại được nghiền trộn trong thời gian dài để tạo sự đồng nhất, sau đó được ép thành viên và nung thiêu kết ở nhiệt độ cao để tạo ra phản ứng perovskite hóa (phản ứng pha rắn). Phương pháp này có ưu điểm là rẻ tiền, đơn giản, dễ dàng tạo ra vật liệu với khối lượng lớn.
Ngoài ra, perovskite có thể được chế tạo bằng các phương pháp phản ứng hóa học khác nhau ví dụ như phương pháp sol-gel, phương pháp đồng kết tủa, với ưu điểm là cho vật liệu có chất lượng cao nhưng lại hạn chế khả năng tạo vật liệu với khối lượng lớn.

## Tính chất và ứng dụng
Ở cấu trúc sơ khai ban đầu (ở vị trí A và B chỉ có 2 nguyên tố) thì perovskite mang tính chất điện môi phản sắt từ. Sự lý thú trong tính chất của perovskite là nó có thể tạo ra rất nhiều tính chất trong một vật liệu ở các nhiệt độ khác nhau .

### Tính chất điện
Có nhiều perovskite là các chất sắt điện thể hiện tính chất nhiệt điện trở lớn . Nhờ sự pha tạp, tính chất dẫn điện của perovskite có thể thay đổi từ tính chất điện môi sang tính dẫn kiểu bán dẫn, hoặc thậm chí mang tính dẫn kiểu kim loại, hoặc tính chất điện đặc biệt là trật tự điện tích, trạng thái mà ở đó các hạt tải dẫn bị cô lập bởi các iôn từ tính ,. Ngoài ra, nhiều perovskite có thể mang tính chất siêu dẫn ở nhiệt độ cao .

### Tính chất từ
Thông thường, perovskite mang tính chất phản sắt từ nhưng tính chất này có thể bị biến đổi thành sắt từ nhờ sự pha tạp các nguyên tố khác nhau. Sự pha tạp các nguyên tố dẫn đến việc tạo ra các iôn mang hóa trị khác nhau ở vị trí B, tạo ra cơ chế tương tác trao đổi gián tiếp sinh ra tính sắt từ. Điều đặc biệt là tính chất từ có thể thay đổi trong nhiều trạng thái khác nhau ở cùng một vật liệu . Khi ở trạng thái sắt từ, perovskite có thể tồn tại hiệu ứng từ điện trở siêu khổng lồ , hoặc hiệu ứng từ nhiệt khổng lồ  hoặc trạng thái thủy tinh - spin ở nhiệt độ thấp, trạng thái mà các spin bị tồn tại trong trạng thái hỗn độn và bị đóng băng bởi quá trình làm lạnh .

### Các tính chất khác
Bên cạnh các tính chất điện từ, perovskite còn mang nhiều đặc tính hóa học như có tính hấp phụ một số loại khí hoặc tính chất xúc tác hóa học.

### Ứng dụng
Do có nhiều đặc tính điện - từ - hóa khác nhau nên perovskite có mặt trong rất nhiều ứng dụng  và được coi là một trong những vật liệu rất lý thú. Nhà vật lý người Ấn Độ C. N. R. Rao từng phát biểu rằng perovskite là trái tim của vật lý chất rắn . Với tính chất từ điện trở siêu khổng lồ, perovskite rất hứa hẹn cho các linh kiện spintronics và các cảm biến từ siêu nhạy. Với nhiều tính chất đặc biệt như siêu dẫn nhiệt độ cao, sắt điện... perovskite rất hữu ích cho nhiều linh kiện điện tử. Ngoài ra, perovskite với các tính chất hấp phụ và xúc tác còn được sử dụng trong các pin nhiên liệu.